# Türkischer Baumschläfer
Der Türkische Baumschläfer oder Felsenschläfer (Dryomys laniger) ist eine Art der Baumschläfer innerhalb der Bilche (Gliridae). Die Art lebt endemisch in Teilen der Türkei und wurde 1969 als eigenständige Art zum über weite Teile Eurasiens verbreiteten Baumschläfer (Dryomys nitedula) abgegrenzt.

## Merkmale

### Allgemeine Merkmale
Der Türkische Baumschläfer erreicht eine Kopf-Rumpf-Länge von etwa 8,3 bis 9,6 Zentimetern sowie eine Schwanzlänge von 4,8 bis 7,6 Zentimetern bei einem Gewicht von 17 bis 32 Gramm. Die Ohrlänge beträgt 11,3 bis 17,4 Millimeter und die Hinterfußlänge 15,1 bis 19 Millimeter. Ein Sexualdimorphismus ist nicht ausgeprägt, Männchen und Weibchen unterscheiden sich entsprechend äußerlich mit Ausnahme der Genitalien nicht. Innerhalb der Gattung Dryomys ist der Türkische Baumschläfer die kleinste der drei anerkannten Arten und im Vergleich zu den anderen Arten hat er einen relativ kurzen Schwanz.
Das Rückenfell der ausgewachsenen Tiere ist dicht wollig und weich, wodurch sie im englischen Sprachraum den Namen Woolly Forest Dormouse erhalten haben. Es ist sandbraun bis braun-aschgrau gefärbt und gegenüber der Bauchseite klar abgegrenzt. Die Bauchseite ist weiß bis cremeweiß, wobei die Wollhaare eine im Fell kaum sichtbare dunkelgraue Basis haben. Die Farbe des Kopfes entspricht der Rückenfarbe und wird zur Schnauze hin heller, die Wangen sind weiß. Eine dunkle Gesichtsmaske und dunkle Flecken hinter den Ohren sind nicht ausgebildet, die Augen sind jedoch von dunkelbraunen Augenringen umrandet. Die Augen selbst sind dunkelbraun und länglich. Die Hinterfüße sind weiß und kürzer als bei verwandten Arten; sie erreichen eine Länge von etwa 19 % der Kopf-Rumpf-Länge. Der Schwanz ist wollig behaart und entspricht in seiner Färbung oberseits der Rückenfarbe; die Unterseite ist deutlich heller. Über den Schwanz verteilt befinden sich weiße Haare und er ist seitlich ausgefranst; die Haarspitzen zum Schwanzende sind weiß.
Der Karyotyp besteht aus einem Chromosomensatz von 2n=46 Chromosomen. Die Weibchen besitzen vier Zitzenpaare, davon jeweils eines im Bereich der Brust und des Bauchs und zwei in der Lendengegend.

### Merkmale des Schädels
Der Schädel ist klein und filigran gebaut mit einer schmalen Schnauzenregion, er hat eine Gesamtlänge von 22 bis 27 Millimetern und eine Breite an den Jochbögen von 13,3 bis 15,5 Millimetern. Die obere Zahnreihe hat eine Länge von 3,2 bis 3,8 Millimetern. Die stark aufgeblasenen Paukenblasen entsprechen denen des Pakistan-Baumschläfers (Dryomys niethammeri).

## Verbreitung
Der Türkische Baumschläfer ist endemisch in der Türkei. Das Verbreitungsgebiet erstreckt sich über Teile des Südwestens, des Südens und des Ostens des Landes, wo er vor allem im westlichen Taurusgebirge und im Osten Anatoliens zu finden ist. Die Höhenverbreitung reicht von etwa 1600 bis fast 3000 Metern.

## Lebensweise
Der Türkische Baumschläfer ist auf gebirgige Habitate mit felsigen und steinigen Lebensräumen und einer nur spärlichen, weitgehend buschigen Vegetation oberhalb der Baumgrenze der Höhenlagen spezialisiert. Er lebt in der Regel in den Felsbereichen und kommt unter anderem in Spalten verwitternder Felsen, Höhlungen und Steinzwischenräumen vor. In Regionen in Anatolien, in denen Bäume präsent sind, handelt es sich in der Regel um Libanon-Zedern (Cedrus libani), Wacholder (Juniperis exelsa, Juniperis foetidissima, Juniperis oxycedrus), Mittelmeer-Zypressen (Cupressus sempervirens), Kilikische Tannen (Abies cilicica) und Kermes-Eichen (Quercus coccifera).
Die Tiere sind nachtaktiv und überwintern in einem Winterschlaf. Sie ernähren sich omnivor mit einer Präferenz für Insekten. Bei Magenuntersuchungen von 19 Tieren fanden sich bei 13 nur Insekten und andere Arthropoden und bei 6 zusätzlich Beeren vom Ölbaumähnlichen Seidelbast (Daphne oleoides). In Gefangenschaft gehaltene Tiere fressen Katzenfutter mit Nüssen, Sonnenblumenkerne, frische Äpfel und frische Birnen.
Die meisten Weibchen werden einmal im Jahr trächtig und gebären bei einem Wurf 3 bis 5 Jungtiere; einige Weibchen setzen dabei auch einzelne Jahre aus. Trächtige Weibchen wurden über den gesamten Juni bis in den frühen Juli gefangen; Männchen mit geschwollenen Hoden mit fast doppelter Größe im Vergleich zum August sind ebenfalls ab Mitte Juni präsent. Laktierende Weibchen konnten ab dem späten Juni bis Mitte August nachgewiesen werden und Jungtiere von Mitte August.

## Systematik
Der Türkische Baumschläfer wird als eigenständige Art innerhalb der Gattung der Baumschläfer (Dryomys) innerhalb der Bilche eingeordnet, die aus drei Arten besteht. Die wissenschaftliche Erstbeschreibung der Art stammt von den deutschen Zoologen Heinz Felten und Gerhard Storch aus dem Jahr 1968, die sie anhand von Individuen aus der Region um Elmalı in der Provinz Antalya aus einer Höhe von etwa 2000 Metern beschrieben.
Innerhalb der Art werden neben der Nominatform keine weiteren Unterarten unterschieden.

## Status, Bedrohung und Schutz
Der Türkische Baumschläfer wird von der International Union for Conservation of Nature and Natural Resources (IUCN) aufgrund fehlender Daten zu den Beständen nicht in eine Gefährdungskategorie eingeordnet, sondern als „data deficient“ gelistet. Das Verbreitungsgebiet der Art ist vor allem aufgrund ihrer Vorliebe für höher gelegene felsige Lebensräume sehr fragmentiert. Es ist bekannt, dass einige Lebensräume, insbesondere im Bolkar-Gebirge, vom Bergbau betroffen sind. Der Kern der Population kommt im Bolkar- und im Taurusgebirge vor; über die Größe der Bestände liegen jedoch keine Daten vor.
Potenzielle bestandsgefährdende Bedrohungen für die Art sind nicht bekannt, und man geht davon aus, dass sie, obwohl generell eher selten, keinem großen Gefährdungsdruck ausgesetzt ist. Lokal stellt die Minenindustrie eine potenzielle Bedrohung dar und speziell im Munzur Dağları gibt es Dammbau-Aktivitäten, die einen Einfluss auf die lokale Population haben werden. Der gegenwärtige Klimawandel wird zudem wahrscheinlich zu einer stärkeren Zersplitterung der Berglebensräume führen, in denen die Habitate bereits jetzt teilweise durch Überweidung, Erosion und zunehmenden Tourismus bedroht sind.

## Belege
1. 1 2 3 4 5 6 7 8 9 10 11 12  Mary Ellen Holden-Musser, R. Juškaitis, G.M. Musser: Woolly Forest Dormouse - Dryomys laniger. In: Don E. Wilson, T.E. Lacher, Jr., Russell A. Mittermeier (Hrsg.): Handbook of the Mammals of the World: Lagomorphs and Rodents 1. (HMW, Band 6) Lynx Edicions, Barcelona 2016, S. 886, ISBN 978-84-941892-3-4.
2. 1 2 3 4 5  Dryomys laniger in der Roten Liste gefährdeter Arten der IUCN 2019. Eingestellt von: B. Kryštufek, R. Kennerley, 2016. Abgerufen am 17. April 2020.
3. 1 2   Dryomys laniger. In: Don E. Wilson, DeeAnn M. Reeder (Hrsg.): Mammal Species of the World. A taxonomic and geographic Reference. 2 Bände. 3. Auflage. Johns Hopkins University Press, Baltimore MD 2005, ISBN 0-8018-8221-4.